# Lates gracilis
Lates gracilis es una especie extinta de pez del género Lates, familia Latidae, orden Perciformes. Fue descrita científicamente por Agassiz en 1833.

## Descripción
Era un pez aplanado, con una apariencia muy esbelta.

## Distribución
Se sabe que habitaba en el monte Bolca, Italia.